# جزيرة إيكارما
إيكارما ((بالروسية: Экарма)‏; باللغة اليابانية 越渇磨島; Ekaruma-tō) هي جزيرة بركانية غير مأهولة، تقع في وسط سلسلة جزر الكوريل الواقعة في بحر أوخوتسك في الشمال الغربي للمحيط الهادئ، يفصلها مضيق إيكارما عن شياشكوتان. اشتق اسمها من لغة الأينو، وتعني “الملاذ الآمن”.

## جيولوجيا
الجزيرة بيضاوية الشكل تقريباً، أبعادها حوالي 7.4 كم × 5.5 كم، بمساحة 30 كم مربع.
تتكون الجزيرة من بركانين طبقيين تراكبيين، يطلق عليه «بيك إكارما» وارتفاعه 1170 متراً فوق مستوى سطح البحر، تنطلق الحمم في جميع الاتجاهات من القمة المركزية، فتشكل خط ساحلٍ غير متساوٍ. كما يوجد رواسب من الحمم مع الكبريت على المنحدرات الشمالية للجبل. كان آخر ثوران للجبل في أيار (مايو) 1980، حيث شوهدت انبعاثات الرماد بارتفاع كيلومتر من على متن سفينة صيد.